# Kanton Jumilhac-le-Grand
Jumilhac-le-Grand is een voormalig kanton van het Franse departement Dordogne. Het kanton maakte deel uit van het arrondissement Nontron. Het werd opgeheven bij decreet van 21 februari 2014, met uitwerking op 22 maart 2015. Alle gemeenten werden toegevoegd aan het kanton Thiviers.

## Gemeenten
Het kanton Jumilhac-le-Grand omvatte de volgende gemeenten:
- Chalais
- La Coquille
- Jumilhac-le-Grand (hoofdplaats)
- Saint-Jory-de-Chalais
- Saint-Paul-la-Roche
- Saint-Pierre-de-Frugie
- Saint-Priest-les-Fougères